# Limbo (programspråk)
Limbo är ett programspråk som används för att skriva program och applikationer till operativsystemet Inferno. Limbo utvecklades hos Bell Labs av Sean Dorward, Phil Winterbottom, och Rob Pike.

## Exempel
Limbo använder Adas stildefinitioner enligt:
```
name := type value;
name0,name1 : type = value;
name2,name3 : type;
name2 = value;
```

### Hello world
```
 
implement
 
Command
;

 

 
include
 
"sys.m"
;

 
sys
:
 
Sys
;

 

 
include
 
"draw.m"
;

 

 
include
 
"sh.m"
;

 

 
init
(
nil
:
 
ref
 
Draw
->
Context
,
 
nil
:
 
list
 
of
 
string
)

 
{

    
sys
 
=
 
load
 
Sys
 
Sys
->
PATH
;

    
sys
->
print
(
"Hello World!
\n
"
);

 
}

```